# شكوكية راديكالية
الشكوكية الراديكالية هي الموقف الفلسفي القائل بأن المعرفة على الأرجح مستحيلة. يرى المتشككون الراديكاليون أن الشك موجود فيما يتعلق بصحة كل اعتقاد، وبالتالي فإن اليقين ليس له ما يبرره على الإطلاق. إن تحديد مدى إمكانية الرد على التحديات الشكية الجذرية هي مهمة نظرية المعرفة.